# Jadebusen
Jadebusen je záliv na pobřeží Severního moře v Německu. Dříve byl jednoduše nazýván Jade nebo Jahde. Kvůli nízkému přítoku je klasifikován spíše jako záliv než jako estuár.

## Vznik
Oblast o rozloze přibližně 180 km² byla z velké části formována bouřlivým přílivem v dobách mezi 13. a 16. stoletím. Od počátku 14. století byla na východě spojena s estuárem Vezery. Po jistý čas byl dnešní záliv spojen s deltou Vezery na třech místech. První rameno bylo přehrazeno v roce 1450, poslední v roce 1515. Trvalo však více než sto let, než byla většina zaplavovaných území přeměněna na pastviny a ornou půdu. Na západě se Jade rozšířil daleko do Fríského poloostrova. Od počátku 16. století bylo postaveno několik dalších hrází proti povodním a pro získání orné půdy. Nejvýznamnější hráz Ellenser Damm byla postavena mezi léty 1596 a 1615.

## Přístav
Přílivové proudy vymlely hrdlo zálivu v nejhlubší přírodní kanál na německém pobřeží Severního moře. Pruské království koupilo v roce 1853 na základě smlouvy o Jade západní břeh zálivu od Oldenburska, aby zde zřídilo námořní základnu, později pojmenovanou Wilhelmshaven. Během první světové války zde mělo základnu Širokomořské loďstvo (Hochseeflotte), hlavní úderná síla německého námořnictva. Po druhé světové válce se Wilhelmshaven stal největším přístavem pro dovoz benzínu do Německa.